# Hisa-l-Awali Bihsud
Hisa-l-Awali Bihsud é um distrito da província de Wardak, no Afeganistão.